# Hockey op de Olympische Zomerspelen 2024 – vrouwen
Het hockeytoernooi voor vrouwen tijdens de Olympische Zomerspelen 2024 in Parijs begon op 27 juli en eindigde op 9 augustus 2024. De twaalf deelnemende teams waren verdeeld over twee groepen van zes, waarin in de groepsfase een halve competitie wordt gespeeld. De groepsfase werd gevolgd door kwartfinales, halve finales en een finale.
Titelverdediger Nederland won het toernooi door in de finale China met shoot-outs te verslaan. In de troostfinale was Argentinië te sterk voor België. Yibbi Jansen werd met negen doelpunten topscorer van het olympische hockeytoernooi.

## Kwalificatie
Twaalf teams namen deel aan het toernooi. Gastland Frankrijk was automatisch geplaatst. De overige elf landenteams plaatsten zich via continentale kampioenschappen of olympische kwalificatietoernooien.
| Toernooi                                             | Data                        | Locatie           | Aantal | Gekwalificeerd                   |
| ---------------------------------------------------- | --------------------------- | ----------------- | ------ | -------------------------------- |
| Gastland                                             | –                           | –                 | 1      | Frankrijk                        |
| Hockey op de Aziatische Spelen 2023                  | 25 september–7 oktober 2022 | Hangzhou          | 1      | China                            |
| Hockey op de Pan-Amerikaanse Spelen 2023             | 25 oktober–3 november 2023  | Santiago de Chile | 1      | Argentinië                       |
| Afrikaans olympisch kwalificatietoernooi hockey 2023 | 29 oktober–5 november 2023  | Pretoria          | 1      | Zuid-Afrika                      |
| Europees kampioenschap hockey 2023                   | 19–27 augustus 2023         | Mönchengladbach   | 1      | Nederland                        |
| Oceanisch kampioenschap hockey 2023                  | 10–13 augustus 2023         | Whangārei         | 1      | Australië                        |
| Olympische kwalificatietoernooien                    | 13–20 januari 2024          | Valencia          | 3      | België Spanje Groot-Brittannië   |
| Olympische kwalificatietoernooien                    | 13–20 januari 2024          | Ranchi            | 3      | Duitsland Verenigde Staten Japan |
| Totaal                                               | Totaal                      | Totaal            | 12     |                                  |

## Groepfase
Alle tijden zijn lokaal (UTC+2).

### Groep A
| Pos | Team          | Wed | W | G | V | Ptn | DV | DT | +/− | Kwalificatie |
| --- | ------------- | --- | - | - | - | --- | -- | -- | --- | ------------ |
| 1   | Nederland     | 5   | 5 | 0 | 0 | 15  | 19 | 5  | +14 | Kwartfinales |
| 2   | België        | 5   | 4 | 0 | 1 | 12  | 13 | 4  | +9  | Kwartfinales |
| 3   | Duitsland     | 5   | 3 | 0 | 2 | 9   | 12 | 7  | +5  | Kwartfinales |
| 4   | China         | 5   | 2 | 0 | 3 | 6   | 15 | 10 | +5  | Kwartfinales |
| 5   | Japan         | 5   | 1 | 0 | 4 | 3   | 2  | 15 | −13 |              |
| 6   | Frankrijk (G) | 5   | 0 | 0 | 5 | 0   | 4  | 24 | −20 |              |

| 27 juli 2024 20:15                           |         |                            |                                                                                     |
| Nederland                                    | 6–2     | Frankrijk                  | Stade Yves-du-Manoir, veld 2 Scheidsrechters: Ayanna McClean (TTO) Cookie Tan (SGP) |
| Matla 29' Jansen 32', 35', 45', 48' Burg 50' | verslag | Lhopital 35' Le Nindre 46' | Stade Yves-du-Manoir, veld 2 Scheidsrechters: Ayanna McClean (TTO) Cookie Tan (SGP) |

| 28 juli 2024 10:00            |         |          |                                                                                        |
| België                        | 2–1     | China    | Stade Yves-du-Manoir, veld 1 Scheidsrechters: Hannah Harrison (GBR) Amber Church (NZL) |
| Ballenghien 23' Englebert 55' | verslag | Yang 46' | Stade Yves-du-Manoir, veld 1 Scheidsrechters: Hannah Harrison (GBR) Amber Church (NZL) |

| 28 juli 2024 10:30         |         |       |                                                                                     |
| Duitsland                  | 2–0     | Japan | Stade Yves-du-Manoir, veld 2 Scheidsrechters: Alison Keogh (IRE) Sarah Wilson (GBR) |
| Stapenhorst 12' Lorenz 56' | verslag |       | Stade Yves-du-Manoir, veld 2 Scheidsrechters: Alison Keogh (IRE) Sarah Wilson (GBR) |

| 29 juli 2024 10:30 |         |                                     |                                                                                         |
| Japan              | 0–5     | China                               | Stade Yves-du-Manoir, veld 2 Scheidsrechters: Annelize Rostron (RSA) Wanri Venter (RSA) |
|                    | verslag | Zhong 16' Li 19' Ma 23' Gu 24', 55' | Stade Yves-du-Manoir, veld 2 Scheidsrechters: Annelize Rostron (RSA) Wanri Venter (RSA) |

| 29 juli 2024 19:45 |         |                     |                                                                                        |
| Duitsland          | 1–2     | Nederland           | Stade Yves-du-Manoir, veld 1 Scheidsrechters: Amber Church (NZL) Aleisha Neumann (AUS) |
| Stapenhorst 44'    | verslag | Jansen 50' Veen 54' | Stade Yves-du-Manoir, veld 1 Scheidsrechters: Amber Church (NZL) Aleisha Neumann (AUS) |

| 29 juli 2024 20:15 |         |                                                             |                                                                                     |
| Frankrijk          | 0–5     | België                                                      | Stade Yves-du-Manoir, veld 2 Scheidsrechters: Liu Xiaoying (CHN) Raghu Prasad (IND) |
|                    | verslag | Rasin 7' Ballenghien 12', 52' Gerniers 18' Vanden Borre 37' | Stade Yves-du-Manoir, veld 2 Scheidsrechters: Liu Xiaoying (CHN) Raghu Prasad (IND) |

| 31 juli 2024 12:45 |         |                                                  |                                                                                       |
| Frankrijk          | 1–5     | Duitsland                                        | Stade Yves-du-Manoir, veld 1 Scheidsrechters: Annelize Rostron (RSA) Emi Yamada (JPN) |
| Lhopital 51'       | verslag | Lorenz 3', 52', 53' Stapenhorst 11' Wortmann 28' | Stade Yves-du-Manoir, veld 1 Scheidsrechters: Annelize Rostron (RSA) Emi Yamada (JPN) |

| 31 juli 2024 17:00                         |         |       |                                                                                         |
| België                                     | 3–0     | Japan | Stade Yves-du-Manoir, veld 1 Scheidsrechters: Gabriel Labate (ARG) Ayanna McClean (TTO) |
| Brasseur 28' Englebert 29' Ballenghien 52' | verslag |       | Stade Yves-du-Manoir, veld 1 Scheidsrechters: Gabriel Labate (ARG) Ayanna McClean (TTO) |

| 31 juli 2024 20:15             |         |       |                                                                                            |
| Nederland                      | 3–0     | China | Stade Yves-du-Manoir, veld 2 Scheidsrechters: Laurine Delforge (BEL) Irene Presenqui (ARG) |
| Moes 9' Veen 15' Verschoor 46' | verslag |       | Stade Yves-du-Manoir, veld 2 Scheidsrechters: Laurine Delforge (BEL) Irene Presenqui (ARG) |

| 1 augustus 2024 19:45 |         |           |                                                                                           |
| Japan                 | 1–0     | Frankrijk | Stade Yves-du-Manoir, veld 1 Scheidsrechters: Rachel Williams (GBR) Aleisha Neumann (AUS) |
| Toriyama 12'          | verslag |           | Stade Yves-du-Manoir, veld 1 Scheidsrechters: Rachel Williams (GBR) Aleisha Neumann (AUS) |

| 2 augustus 2024 10:00 |         |                                      |                                                                                         |
| China                 | 2–4     | Duitsland                            | Stade Yves-du-Manoir, veld 1 Scheidsrechters: Sarah Wilson (GBR) Annelize Rostron (RSA) |
| Dan 36' Zou 55'       | verslag | Lorenz 12', 49' Stapenhorst 17', 18' | Stade Yves-du-Manoir, veld 1 Scheidsrechters: Sarah Wilson (GBR) Annelize Rostron (RSA) |

| 2 augustus 2024 12:45 |         |                                     |                                                                                        |
| België                | 1–3     | Nederland                           | Stade Yves-du-Manoir, veld 1 Scheidsrechters: Hannah Harrison (GBR) Liu Xiaoying (CHN) |
| Ballenghien 35'       | verslag | Sanders 6' Jansen 13' Verschoor 30' | Stade Yves-du-Manoir, veld 1 Scheidsrechters: Hannah Harrison (GBR) Liu Xiaoying (CHN) |

| 3 augustus 2024 10:30                     |         |                |                                                                                        |
| Nederland                                 | 5–1     | Japan          | Stade Yves-du-Manoir, veld 2 Scheidsrechters: Rachel Williams (GBR) Sarah Wilson (GBR) |
| Jansen 4' Matla 9', 40' Burg 14' Veen 53' | verslag | Kobayakawa 23' | Stade Yves-du-Manoir, veld 2 Scheidsrechters: Rachel Williams (GBR) Sarah Wilson (GBR) |

| 3 augustus 2024 17:00                                    |         |                |                                                                                        |
| China                                                    | 7–1     | Frankrijk      | Stade Yves-du-Manoir, veld 1 Scheidsrechters: Alison Keogh (IRE) Aleisha Neumann (AUS) |
| Li 9', 25' Chen Ya. 16', 55' Zhong 33' Zhang 41' Dan 48' | verslag | Delemazure 22' | Stade Yves-du-Manoir, veld 1 Scheidsrechters: Alison Keogh (IRE) Aleisha Neumann (AUS) |

| 3 augustus 2024 19:45 |         |                             |                                                                                        |
| Duitsland             | 0–2     | België                      | Stade Yves-du-Manoir, veld 1 Scheidsrechters: Irene Presenqui (ARG) Wanri Venter (RSA) |
|                       | verslag | Struijk 13' Ballenghien 17' | Stade Yves-du-Manoir, veld 1 Scheidsrechters: Irene Presenqui (ARG) Wanri Venter (RSA) |

### Groep B
| Pos | Team             | Wed | W | G | V | Ptn | DV | DT | +/− | Kwalificatie |
| --- | ---------------- | --- | - | - | - | --- | -- | -- | --- | ------------ |
| 1   | Australië        | 5   | 4 | 1 | 0 | 13  | 15 | 5  | +10 | Kwartfinales |
| 2   | Argentinië       | 5   | 4 | 1 | 0 | 13  | 16 | 7  | +9  | Kwartfinales |
| 3   | Spanje           | 5   | 2 | 1 | 2 | 7   | 6  | 7  | −1  | Kwartfinales |
| 4   | Groot-Brittannië | 5   | 2 | 0 | 3 | 6   | 8  | 12 | −4  | Kwartfinales |
| 5   | Verenigde Staten | 5   | 1 | 1 | 3 | 4   | 5  | 13 | −8  |              |
| 6   | Zuid-Afrika      | 5   | 0 | 0 | 5 | 0   | 4  | 10 | −6  |              |

| 27 juli 2024 19:45                                     |         |                  |                                                                                        |
| Argentinië                                             | 4–1     | Verenigde Staten | Stade Yves-du-Manoir, veld 1 Scheidsrechters: Aleisha Neumann (AUS) Wanri Venter (RSA) |
| Sánchez Moccia 18' Gorzelany 29' Jankunas 44' Díaz 47' | verslag | Sessa 33'        | Stade Yves-du-Manoir, veld 1 Scheidsrechters: Aleisha Neumann (AUS) Wanri Venter (RSA) |

| 28 juli 2024 12:45         |         |             |                                                                                      |
| Australië                  | 2–1     | Zuid-Afrika | Stade Yves-du-Manoir, veld 1 Scheidsrechters: Emi Yamada (JPN) Rachel Williams (GBR) |
| Kershaw 16' T. Stewart 40' | verslag | De Waal 14' | Stade Yves-du-Manoir, veld 1 Scheidsrechters: Emi Yamada (JPN) Rachel Williams (GBR) |

| 28 juli 2024 13:15 |         |                     |                                                                                         |
| Groot-Brittannië   | 1–2     | Spanje              | Stade Yves-du-Manoir, veld 2 Scheidsrechters: Annelize Rostron (RSA) Liu Xiaoying (CHN) |
| Ansley 4'          | verslag | Barrios 4' Riera 9' | Stade Yves-du-Manoir, veld 2 Scheidsrechters: Annelize Rostron (RSA) Liu Xiaoying (CHN) |

| 29 juli 2024 13:15 |         |                  |                                                                                      |
| Spanje             | 1–1     | Verenigde Staten | Stade Yves-du-Manoir, veld 2 Scheidsrechters: Cookie Tan (SGP) Rachel Williams (GBR) |
| García 20'         | verslag | Gladieux 14'     | Stade Yves-du-Manoir, veld 2 Scheidsrechters: Cookie Tan (SGP) Rachel Williams (GBR) |

| 29 juli 2024 17:00 |         |                                                      |                                                                                        |
| Groot-Brittannië   | 0–4     | Australië                                            | Stade Yves-du-Manoir, veld 1 Scheidsrechters: Alison Keogh (IRE) Irene Presenqui (ARG) |
|                    | verslag | Greiner 17' Arnott 19' T. Stewart 46' G. Stewart 52' | Stade Yves-du-Manoir, veld 1 Scheidsrechters: Alison Keogh (IRE) Irene Presenqui (ARG) |

| 29 juli 2024 17:30   |         |                                      |                                                                                           |
| Zuid-Afrika          | 2–4     | Argentinië                           | Stade Yves-du-Manoir, veld 2 Scheidsrechters: Ayanna McClean (TTO) Laurine Delforge (BEL) |
| Louw 15' De Waal 29' | verslag | Gorzelany 17', 49', 52' Jankunas 53' | Stade Yves-du-Manoir, veld 2 Scheidsrechters: Ayanna McClean (TTO) Laurine Delforge (BEL) |

| 31 juli 2024 10:00            |         |           |                                                                                   |
| Argentinië                    | 2–1     | Spanje    | Stade Yves-du-Manoir, veld 1 Scheidsrechters: Amber Church (NZL) Cookie Tan (SGP) |
| Gorzelany 6' Trinchinetti 21' | verslag | Riera 34' | Stade Yves-du-Manoir, veld 1 Scheidsrechters: Amber Church (NZL) Cookie Tan (SGP) |

| 31 juli 2024 10:30 |         |                         |                                                                                   |
| Zuid-Afrika        | 1–2     | Groot-Brittannië        | Stade Yves-du-Manoir, veld 2 Scheidsrechters: Amber Church (NZL) Cookie Tan (SGP) |
| De Waal 6'         | verslag | Costello 19' French 42' | Stade Yves-du-Manoir, veld 2 Scheidsrechters: Amber Church (NZL) Cookie Tan (SGP) |

| 31 juli 2024 13:15              |         |                  |                                                                                        |
| Australië                       | 3–0     | Verenigde Staten | Stade Yves-du-Manoir, veld 2 Scheidsrechters: Liu Xiaoying (CHN) Rachel Williams (GBR) |
| Taylor 3' Arnott 29' Brooks 53' | verslag |                  | Stade Yves-du-Manoir, veld 2 Scheidsrechters: Liu Xiaoying (CHN) Rachel Williams (GBR) |

| 1 augustus 2024 17:00 |         |                                                  |                                                                                        |
| Verenigde Staten      | 2–5     | Groot-Brittannië                                 | Stade Yves-du-Manoir, veld 1 Scheidsrechters: Steve Rodgers (AUS) Ayanna McClean (TTO) |
| Tamer 7', 29'         | verslag | Hamilton 4' Howard 14', 25' French 35' Jones 39' | Stade Yves-du-Manoir, veld 1 Scheidsrechters: Steve Rodgers (AUS) Ayanna McClean (TTO) |

| 1 augustus 2024 17:30 |         |             |                                                                                      |
| Spanje                | 1–0     | Zuid-Afrika | Stade Yves-du-Manoir, veld 2 Scheidsrechters: Emi Yamada (JPN) Hannah Harrison (GBR) |
| Iglesias 15'          | verslag |             | Stade Yves-du-Manoir, veld 2 Scheidsrechters: Emi Yamada (JPN) Hannah Harrison (GBR) |

| 1 augustus 2024 20:15            |         |                                     |                                                                                     |
| Argentinië                       | 3–3     | Australië                           | Stade Yves-du-Manoir, veld 2 Scheidsrechters: Wanri Venter (RSA) Amber Church (NZL) |
| Casas 10' Sauze 10' Granatto 50' | verslag | Peris 37' Kershaw 45+' Williams 60' | Stade Yves-du-Manoir, veld 2 Scheidsrechters: Wanri Venter (RSA) Amber Church (NZL) |

| 3 augustus 2024 10:00 |         |                                    |                                                                                       |
| Groot-Brittannië      | 0–3     | Argentinië                         | Stade Yves-du-Manoir, veld 1 Scheidsrechters: Laurine Delforge (BEL) Emi Yamada (JPN) |
|                       | verslag | Raposo 34' Albertario 35' Díaz 55' | Stade Yves-du-Manoir, veld 1 Scheidsrechters: Laurine Delforge (BEL) Emi Yamada (JPN) |

| 3 augustus 2024 12:45           |         |           |                                                                                       |
| Australië                       | 3–1     | Spanje    | Stade Yves-du-Manoir, veld 1 Scheidsrechters: Ayanna McClean (TTO) Amber Church (NZL) |
| Arnott 2' Kershaw 55' Nobbs 59' | verslag | Riera 43' | Stade Yves-du-Manoir, veld 1 Scheidsrechters: Ayanna McClean (TTO) Amber Church (NZL) |

| 3 augustus 2024 13:15 |         |             |                                                                                      |
| Verenigde Staten      | 1–0     | Zuid-Afrika | Stade Yves-du-Manoir, veld 2 Scheidsrechters: Hannah Harrison (GBR) Cookie Tan (SGP) |
| Sholder 43'           | verslag |             | Stade Yves-du-Manoir, veld 2 Scheidsrechters: Hannah Harrison (GBR) Cookie Tan (SGP) |

## Knock-outfase
|  | Kwartfinale      | Kwartfinale |                  |       | Halve finale | Halve finale |  |  | Finale | Finale |
|  |                  |             |                  |       |              |              |  |  |        |        |
|  | 5 augustus       |             |                  |       |              |              |  |  |        |        |
|  |                  |             |                  |       |              |              |  |  |        |        |
|  | Nederland        | 3           |                  |       |              |              |  |  |        |        |
|  | Nederland        | 3           | 7 augustus       |       |              |              |  |  |        |        |
|  | Groot-Brittannië | 1           |                  |       |              |              |  |  |        |        |
|  | Groot-Brittannië | 1           | Nederland        | 3     |              |              |  |  |        |        |
|  | 5 augustus       |             | Nederland        | 3     |              |              |  |  |        |        |
|  |                  | Argentinië  | 0                |       |              |              |  |  |        |        |
|  | Argentinië (PSO) | Argentinië  | 0                | 1 (2) |              |              |  |  |        |        |
|  | Argentinië (PSO) |             | 9 augustus       | 1 (2) |              |              |  |  |        |        |
|  | Duitsland        | 1 (0)       |                  |       |              |              |  |  |        |        |
|  | Duitsland        | 1 (0)       | Nederland (PSO)  | 1 (3) |              |              |  |  |        |        |
|  | 5 augustus       |             | Nederland (PSO)  | 1 (3) |              |              |  |  |        |        |
|  |                  | China       | 1 (1)            |       |              |              |  |  |        |        |
|  | België           | China       | 1 (1)            | 2     |              |              |  |  |        |        |
|  | België           | 7 augustus  |                  | 2     |              |              |  |  |        |        |
|  | Spanje           | 0           |                  |       |              |              |  |  |        |        |
|  | Spanje           | 0           | België           | 1 (2) |              |              |  |  |        |        |
|  | 5 augustus       |             | België           | 1 (2) |              |              |  |  |        |        |
|  |                  | China (PSO) | 1 (3)            |       | Troostfinale | Troostfinale |  |  |        |        |
|  | Australië        | China (PSO) | 1 (3)            | 2     | Troostfinale | Troostfinale |  |  |        |        |
|  | Australië        |             | 9 augustus       | 2     |              |              |  |  |        |        |
|  | China            | 3           |                  |       |              |              |  |  |        |        |
|  | China            | 3           | Argentinië (PSO) | 2 (3) |              |              |  |  |        |        |
|  |                  |             |                  |       |              |              |  |  |        |        |
|  | België           | 2 (1)       |                  |       |              |              |  |  |        |        |
|  | België           | 2 (1)       |                  |       |              |              |  |  |        |        |

### Kwartfinales
| 5 augustus 2024 10:00  |         |                          |                                                                                         |
| Australië              | 2–3     | China                    | Stade Yves-du-Manoir, veld 1 Scheidsrechters: Annelize Rostron (RSA) Wanri Venter (RSA) |
| Arnott 10' Stewart 45' | verslag | Ma 11' Dan 20' Zhong 35' | Stade Yves-du-Manoir, veld 1 Scheidsrechters: Annelize Rostron (RSA) Wanri Venter (RSA) |

| 5 augustus 2024 12:30 |         |                                     |                                                                                            |
| Argentinië            | 1–1     | Duitsland                           | Stade Yves-du-Manoir, veld 1 Scheidsrechters: Laurine Delforge (BEL) Aleisha Neumann (AUS) |
| Trinchinetti 59'      | verslag | Huse 57'                            | Stade Yves-du-Manoir, veld 1 Scheidsrechters: Laurine Delforge (BEL) Aleisha Neumann (AUS) |
| Shoot-out             |         |                                     | Stade Yves-du-Manoir, veld 1 Scheidsrechters: Laurine Delforge (BEL) Aleisha Neumann (AUS) |
| Casas Jankunas Díaz   | 2–0     | Weidemann Huse Fleschütz Zimmermann | Stade Yves-du-Manoir, veld 1 Scheidsrechters: Laurine Delforge (BEL) Aleisha Neumann (AUS) |

| 5 augustus 2024 17:30      |         |                  |                                                                                        |
| Nederland                  | 3–1     | Groot-Brittannië | Stade Yves-du-Manoir, veld 1 Scheidsrechters: Liu Xiaoying (CHN) Irene Presenqui (ARG) |
| De Waard 1' Fokke 30', 46' | verslag | French 20'       | Stade Yves-du-Manoir, veld 1 Scheidsrechters: Liu Xiaoying (CHN) Irene Presenqui (ARG) |

| 5 augustus 2024 20:00    |         |        |                                                                                       |
| België                   | 2–0     | Spanje | Stade Yves-du-Manoir, veld 1 Scheidsrechters: Alison Keogh (IRE) Ayanna McClean (TTO) |
| Marien 46' Englebert 49' | verslag |        | Stade Yves-du-Manoir, veld 1 Scheidsrechters: Alison Keogh (IRE) Ayanna McClean (TTO) |

### Halve finales
| 7 augustus 2024 14:00            |         |            |                                                                                         |
| Nederland                        | 3–0     | Argentinië | Stade Yves-du-Manoir, veld 1 Scheidsrechters: Laurine Delforge (BEL) Sarah Wilson (GBR) |
| Fokke 21' Nunnink 26' Jansen 35' | verslag |            | Stade Yves-du-Manoir, veld 1 Scheidsrechters: Laurine Delforge (BEL) Sarah Wilson (GBR) |

| 7 augustus 2024 19:00                        |         |                |                                                                                        |
| België                                       | 1–1     | China          | Stade Yves-du-Manoir, veld 1 Scheidsrechters: Amber Church (NZL) Aleisha Neumann (AUS) |
| Puvrez 59'                                   | verslag | Zou 18'        | Stade Yves-du-Manoir, veld 1 Scheidsrechters: Amber Church (NZL) Aleisha Neumann (AUS) |
| Shoot-out                                    |         |                | Stade Yves-du-Manoir, veld 1 Scheidsrechters: Amber Church (NZL) Aleisha Neumann (AUS) |
| Englebert Blockmans Ballenghien Rasir Marien | 2–3     | Chen He Zou Ma | Stade Yves-du-Manoir, veld 1 Scheidsrechters: Amber Church (NZL) Aleisha Neumann (AUS) |

### Troostfinale
| 9 augustus 2024 14:00        |         |                                        |                                                                                     |
| Argentinië                   | 2-2     | België                                 | Stade Yves-du-Manoir, veld 1 Scheidsrechters: Amber Church (NZL) Alison Keogh (IRE) |
| Gorzelany 22' Albertario 27' | verslag | Puvrez 8' Rasir 27'                    | Stade Yves-du-Manoir, veld 1 Scheidsrechters: Amber Church (NZL) Alison Keogh (IRE) |
| Shoot-out                    |         |                                        | Stade Yves-du-Manoir, veld 1 Scheidsrechters: Amber Church (NZL) Alison Keogh (IRE) |
| Casas Jankunas Díaz Cairó    | 3–1     | Englebert Blockmans Rasir Vanden Borre | Stade Yves-du-Manoir, veld 1 Scheidsrechters: Amber Church (NZL) Alison Keogh (IRE) |

### Finale
| 9 augustus 2024 20:00       |         |                 |                                                                                         |
| Nederland                   | 1-1     | China           | Stade Yves-du-Manoir, veld 1 Scheidsrechters: Sarah Wilson (GBR) Laurine Delforge (BEL) |
| Jansen 51'                  | verslag | Chen Ya. 6'     | Stade Yves-du-Manoir, veld 1 Scheidsrechters: Sarah Wilson (GBR) Laurine Delforge (BEL) |
| Shoot-out                   |         |                 | Stade Yves-du-Manoir, veld 1 Scheidsrechters: Sarah Wilson (GBR) Laurine Delforge (BEL) |
| Sanders Verschoor Moes Veen | 3–1     | He Zou Zhong Ma | Stade Yves-du-Manoir, veld 1 Scheidsrechters: Sarah Wilson (GBR) Laurine Delforge (BEL) |

## Eindrangschikking
| Pos | Team             | Wed | W | G | V | Ptn | DV | DT | +/− | Eindresultaat                 |
| --- | ---------------- | --- | - | - | - | --- | -- | -- | --- | ----------------------------- |
| 1   | Nederland        | 8   | 7 | 1 | 0 | 22  | 26 | 7  | +19 | Goud                          |
| 2   | China            | 8   | 3 | 2 | 3 | 11  | 20 | 14 | +6  | Zilver                        |
| 3   | Argentinië       | 8   | 4 | 3 | 1 | 15  | 19 | 13 | +6  | Brons                         |
| 4   | België           | 8   | 5 | 2 | 1 | 17  | 18 | 7  | +11 | Vierde plaats                 |
|     |                  |     |   |   |   |     |    |    |     |                               |
| 5   | Australië        | 6   | 4 | 1 | 1 | 13  | 17 | 8  | +9  | Uitgeschakeld in kwartfinales |
| 6   | Duitsland        | 6   | 3 | 1 | 2 | 10  | 13 | 8  | +5  | Uitgeschakeld in kwartfinales |
| 7   | Spanje           | 6   | 2 | 1 | 3 | 7   | 6  | 9  | −3  | Uitgeschakeld in kwartfinales |
| 8   | Groot-Brittannië | 6   | 2 | 0 | 4 | 6   | 9  | 15 | −6  | Uitgeschakeld in kwartfinales |
|     |                  |     |   |   |   |     |    |    |     |                               |
| 9   | Verenigde Staten | 5   | 1 | 1 | 3 | 4   | 5  | 13 | −8  | Uitgeschakeld in groepsfase   |
| 10  | Japan            | 5   | 1 | 0 | 4 | 3   | 2  | 15 | −13 | Uitgeschakeld in groepsfase   |
| 11  | Zuid-Afrika      | 5   | 0 | 0 | 5 | 0   | 4  | 10 | −6  | Uitgeschakeld in groepsfase   |
| 12  | Frankrijk (G)    | 5   | 0 | 0 | 5 | 0   | 4  | 24 | −20 | Uitgeschakeld in groepsfase   |

| Onderdeel              | Goud | Zilver | Brons |
| ---------------------- | --- | --- | --- |
| Hockeytoernooi vrouwen | Nederland Anne Veenendaal Luna Fokke Freeke Moes Lisa Post Xan de Waard Yibbi Jansen Renée van Laarhoven Felice Albers Maria Verschoor Sanne Koolen Frédérique Matla Joosje Burg Marleen Jochems Pien Sanders Marijn Veen Laura Nunnink Pien Dicke Coach: Paul van Ass | China Ou Zixia Ye Jiao Gu Bingfeng Yang Liu Zhang Ying Chen Yi Ma Ning Li Hong Dan Wen Zou Meirong He Jiangxin Fan Yunxia Chen Yang Xu Wenyu Zhong Jiaqi Tan Jinzhuang Yu AnhuiCoach: Alyson Annan | Argentinië Rocío Sánchez Moccia Sofía Toccalino Agustina Gorzelany Valentina Raposo Agostina Alonso Agustina Albertarrio María José Granatto Cristina Cosentino Victoria Sauze Sofía Cairó Eugenia Trinchinetti Lara Casas Juana Castellaro Pilar Campoy Julieta Jankunas Zoe Díaz Coach: Fernando Ferrara |

Londen 1908 · 
Antwerpen 1920 · 
Amsterdam 1928 · 
Los Angeles 1932 · 
Berlijn 1936 · 
Londen 1948 · 
Helsinki 1952 · 
Melbourne 1956 · 
Rome 1960 · 
Tokio 1964 · 
Mexico-stad 1968 · 
München 1972 · 
Montréal 1976 · 
Moskou 1980 · 
Los Angeles 1984 · 
Seoel 1988 · 
Barcelona 1992 · 
Atlanta 1996 · 
Sydney 2000 · 
Athene 2004 · 
Peking 2008 · 
Londen 2012 · 
Rio de Janeiro 2016 · 
Tokio 2020 · 
Parijs 2024 · 
Los Angeles 2028 
Medaillewinnaars
Atletiek · Badminton · Basketbal · Boksen · Boogschieten · Breaking · Gewichtheffen · Golf · Gymnastiek · Handbal · Hockey · Judo · Kanovaren · Klimsport · Moderne vijfkamp · Paardensport · Roeien · Rugby · Schermen · Schietsport · Schoonspringen · Skateboarden  · Surfen · Synchroonzwemmen · Taekwondo · Tafeltennis · Tennis · Triatlon · Voetbal · Volleybal · Waterpolo · Wielersport · Worstelen · Zeilen · Zwemmen